# Championnats d'Europe de judo 2017
Navigation
Édition précédente Édition suivante
Les championnats d'Europe de judo 2017, trentième et unième édition des championnats d'Europe de judo réunifiés, ont lieu du 20 au 23 avril 2017 à Varsovie, en Pologne.

## Podiums

### Femmes
| Épreuves                          | Or                | Argent               | Bronze                                   |
| --------------------------------- | ----------------- | -------------------- | ---------------------------------------- |
| Moins de 48 kg poids super-légers | Daria Bilodid     | Irina Dolgova        | Monica Ungureanu Éva Csernoviczki        |
| Moins de 52 kg poids mi-légers    | Majlinda Kelmendi | Alesya Kuznetsova    | Evelyne Tschopp Joana Ramos              |
| Moins de 57 kg poids légers       | Priscilla Gneto   | Theresa Stoll        | Nora Gjakova Hélène Receveaux            |
| Moins de 63 kg poids mi-moyens    | Tina Trstenjak    | Margaux Pinot        | Alice Schlesinger Kathrin Unterwurzacher |
| Moins de 70 kg poids moyens       | Sanne van Dijke   | Giovanna Scoccimarro | Marie-Eve Gahié Barbara Matić            |
| Moins de 78 kg poids mi-lourds    | Audrey Tcheuméo   | Guusje Steenhuis     | Abigel Joo Natalie Powell                |
| Plus de 78 kg poids lourds        | Maryna Slutskaya  | Svitlana Iaromka     | Larisa Cerić Carolin Weiss               |

### Hommes
| Épreuves                          | Or                  | Argent           | Bronze                               |
| --------------------------------- | ------------------- | ---------------- | ------------------------------------ |
| Moins de 60 kg poids super-légers | Robert Mshvidobadze | Yanislav Gerchev | Orxan Səfərov Francisco Garrigós     |
| Moins de 66 kg poids mi-légers    | Heorhiy Zantaraya   | Adrian Gomboc    | Nijat Shikhalizade Matej Poliak      |
| Moins de 73 kg poids légers       | Hidayət Heydərov    | Musa Mogushkov   | Rüstəm Orucov Tommy Macias           |
| Moins de 81 kg poids mi-moyens    | Alan Khubetsov      | Dominic Ressel   | Aslan Lappinagov Dominik Družeta     |
| Moins de 90 kg poids moyens       | Aleksandar Kukolj   | Axel Clerget     | Beka Gviniashvili Khusen Khalmurzaev |
| Moins de 100 kg poids mi-lourds   | Elxan Məmmədov      | Cyrille Maret    | Kirill Denisov Kazbek Zankishiev     |
| Plus de 100 kg poids lourds       | Guram Tushishvili   | Adam Okruashvili | Lukáš Krpálek Roy Meyer              |

### Par équipes
| Épreuves | Or      | Argent  | Bronze            |
| -------- | ------- | ------- | ----------------- |
| Femmes   | France  | Pologne | Allemagne Croatie |
| Hommes   | Géorgie | Russie  | Hongrie Ukraine   |

## Tableau des médailles
Le tableau des médailles officiel ne prend pas en compte les deux compétitions par équipes et les pays à égalité sont départagés par leur nombre de cinquièmes et septièmes places.
| Rang  | Nation             | Or | Argent | Bronze | Total |
| ----- | ------------------ | -- | ------ | ------ | ----- |
| 1     | Russie             | 2  | 3      | 4      | 9     |
| 2     | France             | 2  | 3      | 2      | 7     |
| 3     | Azerbaïdjan        | 2  | 0      | 3      | 5     |
| 4     | Ukraine            | 2  | 1      | 0      | 3     |
| 5     | Géorgie            | 1  | 1      | 1      | 3     |
| 5     | Pays-Bas           | 1  | 1      | 1      | 3     |
| 7     | Slovénie           | 1  | 1      | 0      | 2     |
| 8     | Kosovo             | 1  | 0      | 1      | 2     |
| 9     | Biélorussie        | 1  | 0      | 0      | 1     |
| 10    | Serbie             | 1  | 0      | 0      | 1     |
| 11    | Allemagne          | 0  | 3      | 1      | 4     |
| 12    | Bulgarie           | 0  | 1      | 0      | 1     |
| 13    | Hongrie            | 0  | 0      | 2      | 2     |
| 14    | Grande-Bretagne    | 0  | 0      | 2      | 2     |
| 15    | Croatie            | 0  | 0      | 2      | 2     |
| 16    | Bosnie-Herzégovine | 0  | 0      | 1      | 1     |
| 17    | Suède              | 0  | 0      | 1      | 1     |
| 18    | Autriche           | 0  | 0      | 1      | 1     |
| 18    | Roumanie           | 0  | 0      | 1      | 1     |
| 20    | Espagne            | 0  | 0      | 1      | 1     |
| 20    | Portugal           | 0  | 0      | 1      | 1     |
| 20    | République tchèque | 0  | 0      | 1      | 1     |
| 20    | Slovaquie          | 0  | 0      | 1      | 1     |
| 20    | Suisse             | 0  | 0      | 1      | 1     |
| Total | Total              | 14 | 14     | 28     | 56    |

## Sources
- Résultats complets des Championnats d'Europe 2017, sur le site de l'eju.